# Piotr Jabłkowski
Piotr Krzysztof Jabłkowski (Opole, 10 de marzo de 1958) es un deportista polaco que compitió en esgrima, especialista en la modalidad de espada. Participó en los Juegos Olímpicos de Moscú 1980, obteniendo una medalla de plata en la prueba por equipos.

## Palmarés internacional
| Juegos Olímpicos | Juegos Olímpicos | Juegos Olímpicos | Juegos Olímpicos   |
| Año              | Lugar            | Medalla          | Prueba             |
| ---------------- | ---------------- | ---------------- | ------------------ |
| 1980             | Moscú (URSS)     | Medalla de plata | Espada por equipos |